# Цимес
Ци́мес (идиш צימעס‎) — десертное блюдо еврейской кухни. 
Блюдо представляет собой сладкое овощное рагу различного состава, который зависит от местности и обстоятельств. Соответственно различают морковный, фасолевый, нутовый, сливовый и другие разновидности цимеса.
Цимес в ашкеназской традиции является обязательным компонентом меню на еврейский Новый год. Несмотря на простоту, считается большим деликатесом и лакомством, в русском языке в переносном значении это слово употребляется в значениях «самая суть чего-либо» или «то, что надо», «самое лучшее».